# NGC 2653
NGC 2653 este o galaxie situată în constelația Girafa. A fost descoperită în 18 august 1882 de către Ernst Wilhelm Tempel.